# Psalm 61
Der 61. Psalm ist ein Psalm Davids und in die Reihe der „Klagelieder eines Einzelnen“ einzuordnen.

## Gliederung
Erhard Gerstenberger gliedert den Psalm folgendermaßen:
- Vers 1: Überschrift
- Vers 2–3b: Anrufung
- Vers 3c–6: Bitten und Vertrauensbekundigung
- Vers 7 f.: Fürbitte
- Vers 9: Gelöbnis

## Verwendung
Im Judentum wird der 61. Psalm am Pilgerfest Hoschana Rabba rezitiert.